# Stibarsenico
Lo stibarsenico (o stibarsen), anticamente denominato Allemontite, è un minerale appartenente al gruppo dell'arsenico descritto nel 1941; più propriamente va considerata come una lega metallica naturale di Antimonio e Arsenico.
Questa varietà di lega di arsenico ed antimonio, corrispondente all'incirca alla formula AsSb, fu chiamata stibarsenico.

## Nomenclatura
Lo stibarsen spesso è mescolato con arsenico nativo od antimonio nativo e nella descrizione originale venne proposto di attribuire il nome di stibarsen al minerale AsSb ed il nome di allemontite alla miscela. Nel 1982 l'IMA stabilì di considerare il nome stibarsen come valido.

## Struttura

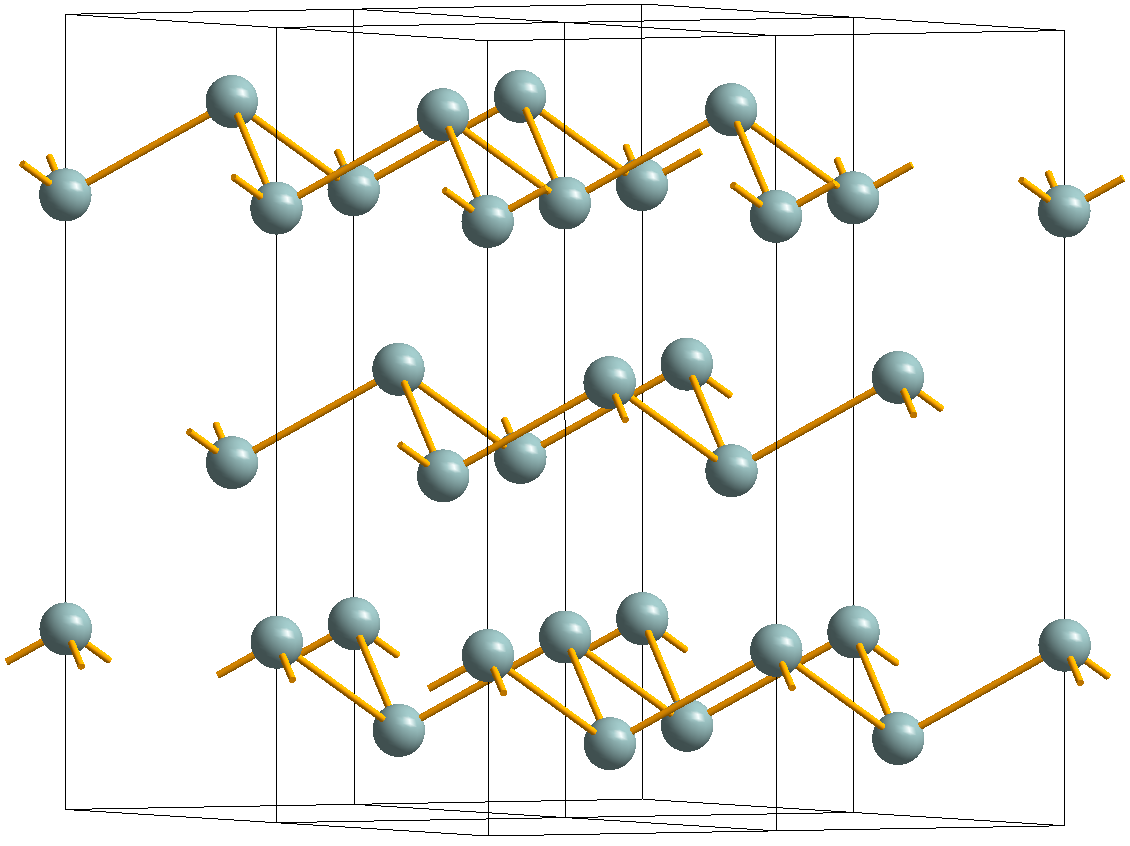
Struttura cristallina comune ad As, Sb ed AsSb

Lo stibarsen ha la stessa struttura cristallina dell'arsenico e dell'antimonio nativi con i parametri della cella unitaria intermedi tra i due. La struttura (gruppo spaziale R3m numero 166) è stata descritta come esagonale, trigonale e romboedrica per via della sovrapposizione della nomenclatura di questi termini (vedi sistema trigonale. Simulazioni condotte sull'intensità della diffrazione a raggi X hanno rivelato che gli atomi di antimonio ed arsenico formano dei sottoreticoli ordinati (o parzialmente ordinati nello SbAs Gli atomi sono disposti come in un foglio di grafite deformato che si estende in direzione perpendicolare all'asse cc. La scarsa durezza di As, Sb ed AsSb si spiega con la presenza di deboli legami fra gli strati.
| Minerale | a (nm)  | c (nm) | ρ (g/cm³) | ref.  |
| -------- | ------- | ------ | --------- | ----- |
| As       | 0,376   | 1,055  | 5,78      | [ 7 ] |
| AsSb     | 0,4025  | 1,084  | 6,37      | [ 2 ] |
| Sb       | 0,43056 | 1,125  | 6,72      | [ 8 ] |

## Morfologia
Lo stibarsen si presenta in masse reniformi o mammillari fino a 3 cm o in noduli grigi con lucentezza metallica non troppo viva.

## Origine e giacitura
Lo stibarsen è stato trovato nei giacimenti di antimonio e di arsenico nelle vene idrotermali e nelle pegmatiti associatio con arsenico nativo, arsenolite, antimonio nativo, kermesite, stibnite, stibiconite, cervantite, sfalerite, siderite, calcite e quarzo. Lo stibarsen potrebbe formarsi per essoluzione dalla paradocrasite.

## Località di ritrovamento
Les Chalanches presso Allémont nell'Isère in Francia, a Varträsk in Svezia, a Příbram nell'ex Cecoslovacchia, in Valtellina  e a Palmbaum mine a Gehringswalde nei monti metalliferi della Sassonia, Germania..